# Auguste Kladzig
Sophie Auguste Helene Kladzig, verheiratete Auguste La Roche (* 1810 in Weimar; † 14. Mai 1875 in Karlsruhe) war eine deutsche Theaterschauspielerin, Sängerin und Schriftstellerin.

## Leben
Auguste Kladzig war die Tochter eines Weimarer Wundarztes. Sie war eine begabte Künstlerin, der Goethe selbst bei der ersten Aufführung des Faust die Rolle des „Gretchens“ zugeteilt hätte. Allein sie war damals als Künstlerin nicht ausgebildet genug, später entwickelte sie sich zu einer erfolgreichen Darstellerin. Sie hat sich auch literarisch als Novellistin versucht.
Johann Peter Eckermann, der sich als 34-Jähriger in die damals 16-Jährige verliebte, widmete ihr seine Liebesgedichte.
Am 24. März 1833 heiratete sie in Berlin Karl von La Roche. Dessen Tochter Amalie war ebenfalls eine Sängerin. Ihr Sohn Heinrich diente in der österreichischen Marine und starb nach längerem Leiden im Mai 1872 im 38. Lebensjahr.